# 57-й танковий корпус (Третій Рейх)
LVII-й (57-й) та́нковий ко́рпус (нім. LVII.Panzerkorps) — танковий корпус Вермахту в роки Другої світової війни. LVII-й танковий корпус був створений 21 червня 1942 шляхом перейменування 57-го моторизованого корпусу.

## Райони бойових дій
- СРСР (південний напрямок) (червень 1942 — квітень 1944);
- Румунія (квітень — вересень 1944);
- Угорщина (вересень 1944 — лютий 1945);
- Німеччина (Сілезія, Тюрингія) (лютий — травень 1945).

## Командування

### Командири
- генерал танкових військ Фрідріх Кірхнер (нім. Friedrich Kirchner) (21 червня 1942 — 30 листопада 1943);
- генерал танкових військ Ганс-Карл фрейхерр фон Есебек (нім. Hans-Karl Freiherr von Esebeck) (30 листопада 1943 — 19 лютого 1944);
- генерал танкових військ Фрідріх Кірхнер (19 лютого — 25 травня 1944);
- генерал від інфантерії, доктор наук Франц Байер (нім. Franz Beyer) (25 травня — 2 червня 1944);
- генерал танкових військ Фрідріх Кірхнер (2 червня 1944 — 8 травня 1945).

## Бойовий склад 57-го танкового корпусу
Формування управління, забезпечення та підтримки
- 121-ше артилерійське командування (Arko 121);
- 457-й корпусний батальйон зв'язку (Korps-Nachrichten-Abteilung 457);
- 457-ме управління корпусного постачання (Korps-Nachschubtruppen 457);
- 457-й взвод фельджандармерії (Feldgendarmerie-Trupp 457).

- Дивізія СС «Вікінг» (SS-Division "Wiking");
- Швидка дивізія (schnelle Division (slow).

- 6-та танкова дивізія (6. Panzer-Division);
- 23-тя танкова дивізія (23. Panzer-Division).

- 6-та танкова дивізія;
- 17-та танкова дивізія (17. Panzer-Division);
- 23-тя танкова дивізія.

- Дивізія СС «Вікінг»;
- 17-та танкова дивізія;
- 23-тя танкова дивізія;
- 16-та моторизована дивізія (16. Infanterie-Division (mot.);
- 503-й важкий танковий батальйон (schwere Panzer-Abteilung 503).

- Панцергренадерська дивізія СС «Вікінг»;
- 17-та танкова дивізія;
- 23-тя танкова дивізія;
- 111-та піхотна дивізія (111. Infanterie-Division).

- 17-та танкова дивізія;
- 15-та піхотна дивізія (15. Infanterie-Division).

- 15-та піхотна дивізія;
- 198-ма піхотна дивізія (198. Infanterie-Division);
- 328-ма піхотна дивізія (328. Infanterie-Division).

- 6-та танкова дивізія;
- 9-та танкова дивізія (9. Panzer-Division);
- 23-тя танкова дивізія;
- Панцергренадерська дивізія «Гроссдойчланд» (Panzergrenadier-Division "Großdeutschland");
- Кавалерійська дивізія СС (SS-Kavallerie-Division);
- 62-га піхотна дивізія (62. Infanterie-Division);
- 306-та піхотна дивізія (306. Infanterie-Division).

- 9-та танкова дивізія;
- 23-тя танкова дивізія;
- Панцергренадерська дивізія «Гроссдойчланд»;
- 3-тя панцергренадерська дивізія СС «Тотенкопф» (3. SS-Panzergrenadier-Division "Totenkopf");
- 15-та піхотна дивізія;
- 62-га піхотна дивізія;
- 1/3 294-ї піхотної дивізії (294. Infanterie-Division).

- 15-та піхотна дивізія;
- 46-та піхотна дивізія (46. Infanterie-Division);
- 62-га піхотна дивізія;
- 257-ма піхотна дивізія (257. Infanterie-Division).

- Панцергренадерська дивізія «Гроссдойчланд»;
- 3-тя танкова дивізія СС «Тотенкопф»;
- 1-ша танкова дивізія (Румунія) (1. rum. Panzer-Division).

- 46-та піхотна дивізія;
- 1-ша піхотна дивізія (Румунія) (1. Infanterie-Division (rum.);
- 13-та піхотна дивізія (Румунія) (13. Infanterie-Division (rum.).

- 1-й армійський корпус (Румунія) (I. Armee-Korps (rum.);
- 5-й армійський корпус (Румунія) (V. Armee-Korps (rum.);
- 7-й армійський корпус (Румунія) (VII. Armee-Korps (rum.);
- 46-та піхотна дивізія.

- Група генерала Вінклера (Gruppe General Winkler);
- 4-та гірсько-піхотна дивізія (4. Gebirgs-Division);
- 76-та піхотна дивізія (76. Infanterie-Division);
- 20-та танкова дивізія (20. Panzer-Division).

- LXXII-й армійський корпус (LXXII. Armee-Korps);
  - 3-тя танкова дивізія;
  - 6-та танкова дивізія;
  - 2-га танкова дивізія (Угорщина);
- 357-ма піхотна дивізія (357. Infanterie-Division);
- 8-ма танкова дивізія (8. Panzer-Division).

- 8-ма танкова дивізія;
- Панцергренадерська дивізія «Фюрер» (Führer Begleit Division);
- Дивізія № 408 (Division Nr. 408);
- 103-тя танкова бригада (Panzer-Brigade 103).

- 6-та піхотна дивізія (6. Infanterie-Division);
- 72-га піхотна дивізія (72. Infanterie-Division).

- 6-та піхотна дивізія (6. Infanterie-Division);
- 404-та резервно-навчальна дивізія (404. Ersatz- und Ausbildungs-Division (le Ausbildungstruppen);
- Дивізія № 615 (Divisionsstab z.b.V. 615);